# Apocrite
Apocritele (Apocrita) (de la greaca apocritos = separat) sau clistogastrele (Clistogastra) (de la greaca clistos = închis și gaster = abdomen) este un subordin de himenoptere care cuprinde marea majoritate a lor (furnici, viespi și albine) la care abdomenul se leagă de torace printr-o porțiune îngustă, subțiată, numită pețiol (de unde și numele de apocrite sau clistogastre), care este pedunculat sau sesil. Primul segment abdominal trece la torace (propodeu) iar al doilea segment abdominal apare ca primul.
Construcția ovipozitorului este aceeași ca și la celelalte himenoptere, însă părțile ce-l alcătuiesc diferă destul de mult la diverse forme, aceasta datorită adaptărilor lui. Ovipozitorul le servește, în special, la perforarea lemnului, la depunerea ouălor în larvele din lemn. Unele apocrite înfig ovipozitorul în corpul altor insecte, pentru a depune ouăle. La alte apocrite ovipozitorul este transformat într-un ac ce comunică cu o glandă cu venin.